# Пялозеро (деревня, Кондопожский район)
Пя́лозеро (карел. Päljärvi) — деревня в составе Петровского сельского поселения Кондопожского района Республики Карелия Российской Федерации.

## География
Расположена на северо-восточном берегу озера Пялозеро, при автодороге регионального значения «Шуйская-Гирвас» (86 ОП РЗ 86К-18).

## История
6 июля 1931 года постановлением Карельского ЦИК в деревне была закрыта церковь.

## Население
| 2002 | 2009 | 2010 | 2013 |
| ---- | ---- | ---- | ---- |
| 15   | ↘3   | ↗10  | →10  |

## Инфраструктура
Личное подсобное хозяйство с зоной сельскохозяйственного использования, индивидуальная застройка усадебного типа.

## Транспорт
Остановки общественного транспорта «Пялозеро-1» и «Пялозеро-2».